# Panulirus versicolor
Langouste peinte
Espèce
Synonymes
- Palinurus versicolor Latreille, 1804[2]
- Palinurus versicolor[3]

Statut de conservation UICN

 LC  : Préoccupation mineure
Panulirus versicolor, communément appelé Langouste peinte, est une espèce de crustacés décapodes de la famille des Palinuridae.

## Description
Panulirus versicolor est une grosse langouste d'aspect caractéristique, pourvue de longues antennes blanches à base rose tachée de noir (plus longues que le corps), qu'elle laisse souvent dépasser de la cavité où elle vit cachée pendant la journée. Elle mesure généralement une quarantaine de centimètres à l'âge adulte, mais certains sujets peuvent atteindre 70 cm de long. La couleur générale est noire constellé de points d'un blanc plus ou moins jaunâtre, et les pattes sont noires (ou bleu très sombre) bordées de lignes blanches. Les flancs sont ornés d'une bande claire partant de la base des antennes. Une corne surmonte chacun des yeux. L'abdomen est verdâtre, avec des plaques liserées de noir.

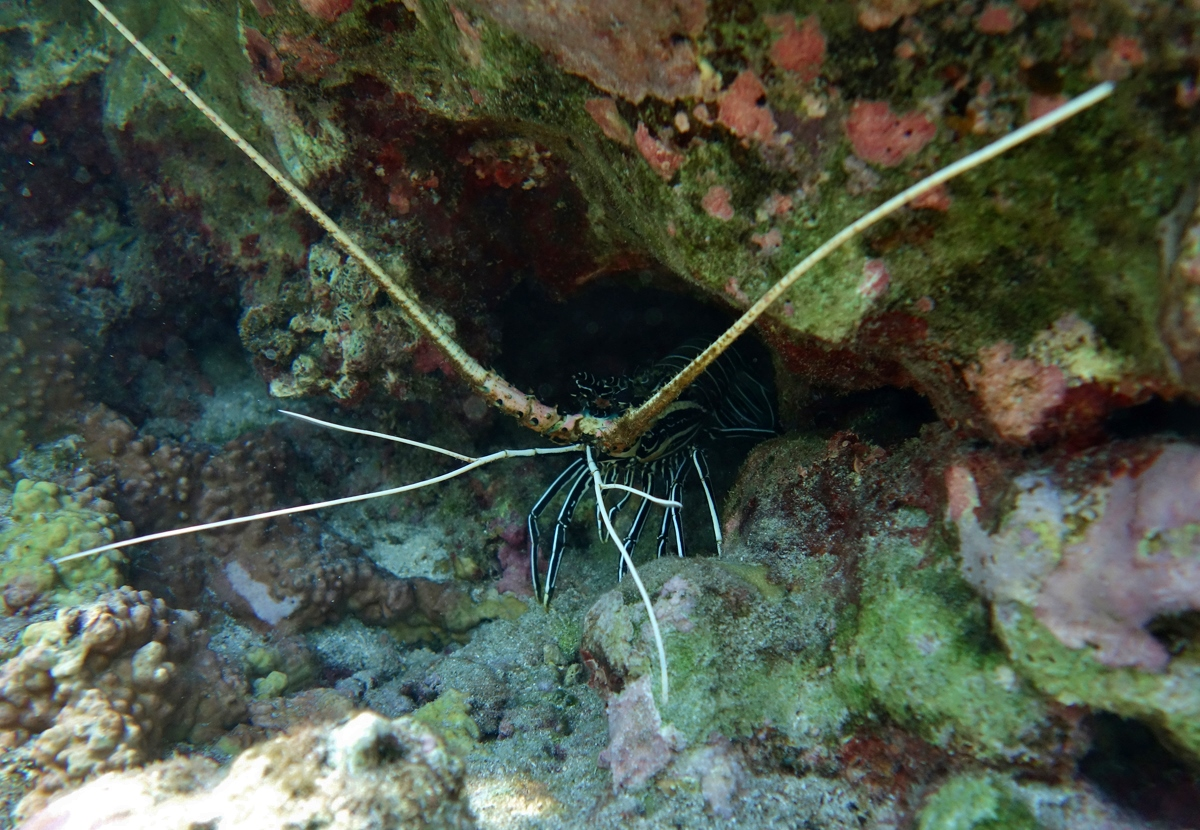
Une langouste peinte observée à faible profondeur à La Réunion.
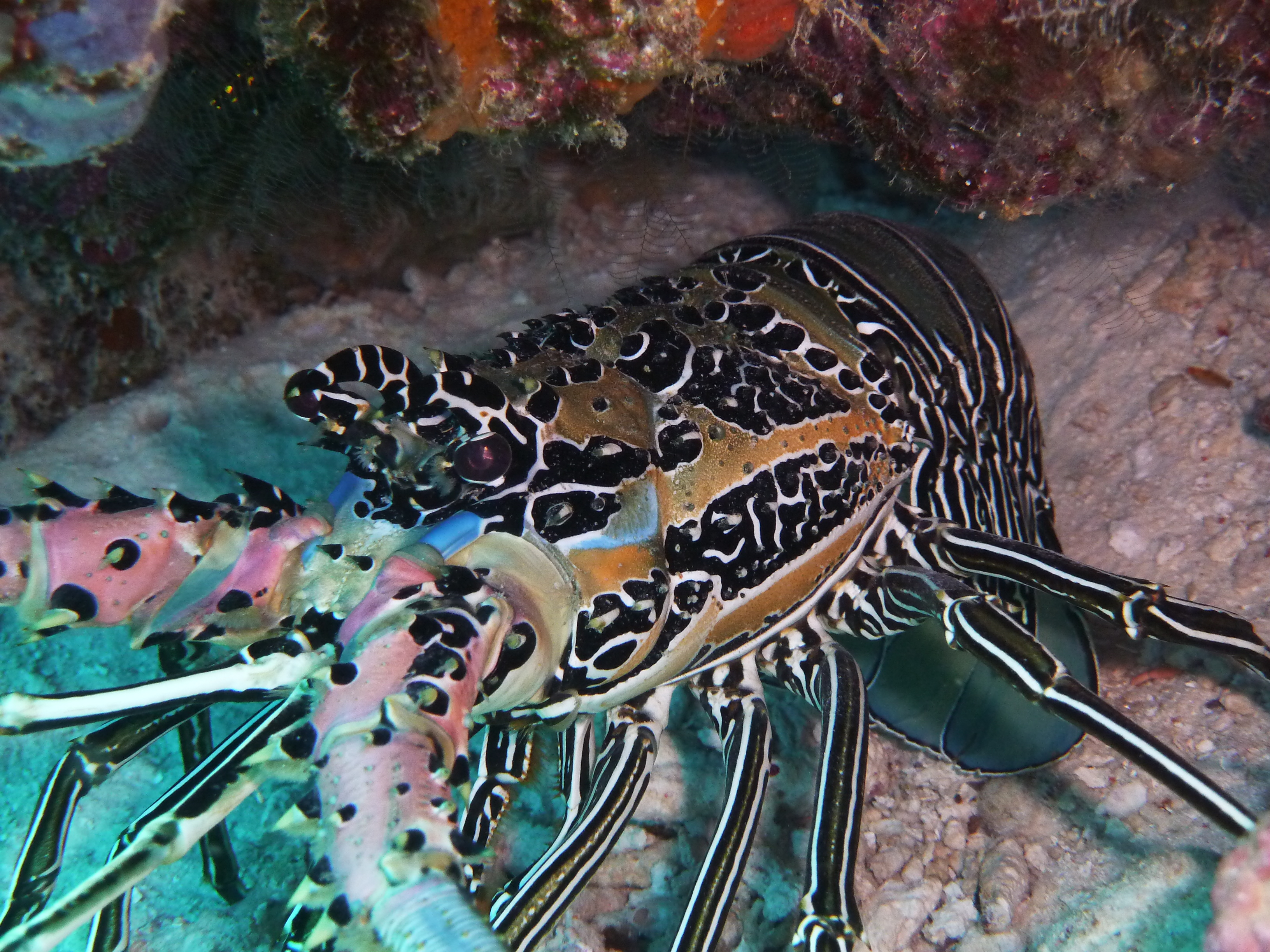
Gros plan.
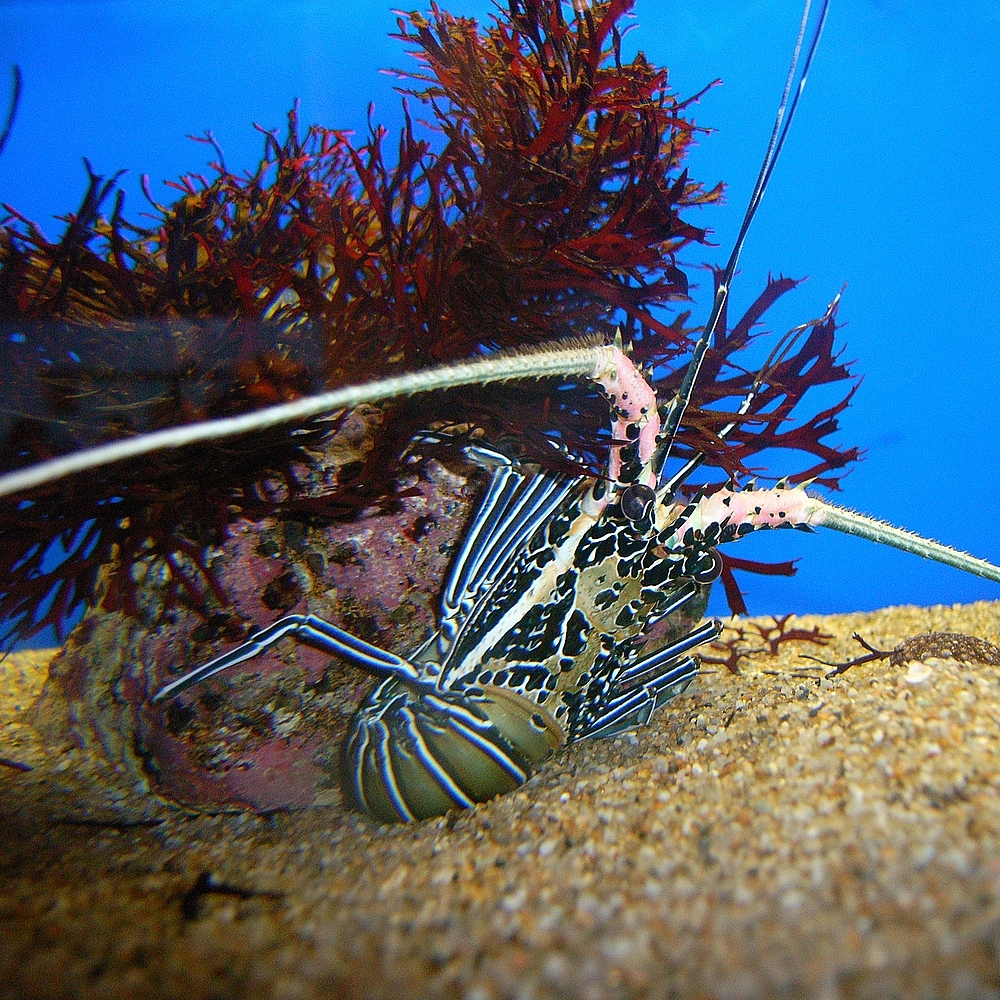

## Habitat et répartition
Cette langouste est répandue dans tout l'Indo-Pacifique tropical, des côtes africaines aux îles du Pacifique. On la trouve principalement dans les écosystèmes coralliens. On la rencontre dissimulée dans des cavités pendant la journée, entre la surface et 20 m de profondeur.

## Panulirus versicoloret l'Homme
Cette espèce est très exploitée commercialement, ce qui a amené à sa raréfaction voire disparition dans de nombreux endroits ; cependant comme son aire de distribution est vaste et englobe de nombreuses aires protégées, l'espèce n'est pas considérée comme menacée à l'échelle mondiale.